# 4386 Lust
4386 Lust је астероид главног астероидног појаса чија средња удаљеност од Сунца износи 3,169 астрономских јединица (АЈ).
Апсолутна магнитуда астероида је 12,7.